# Andy Selva
Andy Selva (Roma, 23 maggio 1976) è un allenatore di calcio ed ex calciatore sammarinese con cittadinanza italiana, di ruolo attaccante, tecnico del Cosmos.
Considerato uno dei migliori calciatori sammarinesi, con la nazionale è primatista di reti (8).

## Caratteristiche tecniche
Punta centrale e uomo-squadra dotato di un'ottima visione di gioco e dal gran feeling con il gol, abile tiratore dei calci di punizione e nel gioco a due punte.

## Carriera

### Giocatore

#### Club
Dopo aver disputato le giovanili nell Endas Monti, inizia la carriera nel 1994-1995, giocando in Serie D con il Latina, con cui segna 5 gol in 26 apparizioni. La stagione successiva realizza 10 gol in 31 gare nel Civita Castellana, sempre in Serie D, prima di passare al Fano (Serie C2) dove rimane nelle stagioni fino a marzo del 1998, disputando 32 gare con un solo gol. Fino all'ottobre del 1999 gioca a Catanzaro, sempre in serie C2, dove complessivamente disputa 40 partite segnando 6 reti.
Nel 1999-2000 torna nel Campionato Nazionale Dilettanti, nel Tivoli, dove segna 15 gol in 21 partite, mentre per la stagione seguente si trasferisce al San Marino dove segna 4 gol in 26 presenze in Serie C2. Nella stagione 2001-2002 gioca in tre squadre differenti: colleziona infatti 3 presenze con il San Marino, poi 5 con la Maceratese in Serie D, segnando anche un gol, e chiude la stagione sempre in Serie D, al Grosseto (15 gare e 2 gol).
Nell'estate del 2003 passa alla SPAL dove, in due stagioni di Serie C1, gioca 51 gare segnando 22 gol. Nel 2005-06 si trasferisce al Padova, Serie C1 girone A, che lo vende al Sassuolo l'anno successivo. Con la maglia della squadra emiliana, dopo due campionati di Serie C1, conquista una storica promozione in Serie B, contribuendo in modo determinante con 11 reti a trascinare i neroverdi in vetta alla classifica del girone A. È il sesto miglior marcatore assoluto del Sassuolo con 29 reti totali realizzate.
Nel luglio del 2009 viene acquistato a titolo definitivo dall'Hellas Verona, dove, dopo un inizio positivo culminato con la tripletta contro l'Andria BAT, un infortunio al polpaccio ne condiziona il rendimento per parecchi mesi.
Rimasto senza squadra nell'estate del 2011, trova un ingaggio in Serie D nel successivo mese di ottobre, con il Fidene. Il 31 gennaio 2012 La Fiorita, società di Montegiardino, raggiunge l'accordo con il capitano della nazionale sammarinese; tuttavia vestirà la maglia gialloblù solo nel 2013.
Il 30 giugno dello stesso anno rimane svincolato, e il 22 luglio seguente parte per il ritiro a Coverciano dei calciatori svincolati sotto l'egida dell'Associazione Italiana Calciatori. Nel campionato successivo passa a La Fiorita.
Il 5 ottobre 2013 firma un contratto con l'Anziolavinio, squadra laziale allenata da Roberto Chiappara, che gioca nel campionato di Serie D.
Nel mercato invernale della stagione 2013-2014 torna a La Fiorita. Il 2 aprile 2017, durante la partita del campionato sammarinese La Fiorita-Juvenes/Dogana, subisce la rottura del tendine d'Achille costringendolo a un intervento chirurgico e mettendo a rischio il prosieguo della carriera agonistica.
Dalla stagione 2017-18 dopo alcune panchine a distanza di sei mesi dal grave infortunio torna a giocare una partita ufficiale valevole per il campionato nella fattispecie la vittoria esterna sul San Giovanni per 3-0 dove entra negli ultimi due minuti della partita, il 17 dicembre torna anche al gol firmando il primo dei due gol nella sfida contro il Cailungo che permettono alla sua squadra di avanzare in coppa nazionale.
Il 2 agosto 2018, dopo la partita di UEFA Europa League contro lo Spartaks Jūrmala, annuncia il ritiro dal calcio giocato.

#### Nazionale
In possesso della doppia cittadinanza, italiana da parte di padre e sammarinese da parte di madre, sceglie di giocare per la nazionale sammarinese di cui è stato lo storico capitano e di cui, con 73 presenze e 8 gol realizzati, detiene il record di reti siglate.
Il 14 ottobre 1998 contro l'Austria firma dal dischetto il suo primo gol in nazionale, nonché l'unico gol messo a segno da San Marino nelle qualificazioni al campionato europeo del 2000. Nel 2001, il 28 febbraio (su calcio di punizione) e il 6 giugno contro il Belgio, realizza due delle tre reti messe a referto dalla sua nazionale nelle qualificazioni ai Mondiali 2002. Il 28 aprile 2004, grazie al suo gol su calcio piazzato, San Marino coglie il primo successo della sua storia, sconfiggendo 1-0 il Liechtenstein in amichevole. L'anno successivo, il 30 marzo contro il Belgio e il 4 giugno contro la Bosnia ed Erzegovina (su punizione) firma le uniche due reti siglate dalla nazionale del Titano nelle qualificazioni ai Mondiali 2006. Il 17 ottobre 2007 contro il Galles segna, ancora su calcio di punizione, uno dei due gol sammarinesi nelle qualificazioni al campionato europeo del 2008. Un anno dopo, l'11 ottobre, contro la Slovacchia realizza la sola marcatura messa a segno dalla sua nazionale nelle qualificazioni ai Mondiali 2010.
Il 13 ottobre 2015 annuncia che la partita persa contro la Slovenia per 0-2 è stata l'ultima nella quale il giocatore ha indossato la fascia da capitano. Scende poi in campo nei minuti finali di Norvegia-San Marino (4-1) dell'11 ottobre 2016, a quasi un anno di distanza, totalizzando la settantatreesima e ultima presenza in nazionale.

## Statistiche

### Presenze e reti nei club
| Stagione            | Squadra           | Campionato        | Campionato | Campionato | Coppe nazionali | Coppe nazionali | Coppe nazionali | Coppe continentali | Coppe continentali | Coppe continentali | Altre coppe | Altre coppe | Altre coppe | Totale | Totale |
| Stagione            | Squadra           | Comp              | Pres       | Reti       | Comp            | Pres            | Reti            | Comp               | Pres               | Reti               | Comp        | Pres        | Reti        | Pres   | Reti   |
| ------------------- | ----------------- | ----------------- | ---------- | ---------- | --------------- | --------------- | --------------- | ------------------ | ------------------ | ------------------ | ----------- | ----------- | ----------- | ------ | ------ |
| 1994-1995           | Latina            | CND               | 26         | 5          | CI-D            | 5               | 5               | -                  | -                  | -                  | -           | -           | -           | 31     | 10     |
| 1995-1996           | Civita Castellana | CND               | 31         | 10         | CI-D            | 3               | 2               | -                  | -                  | -                  | -           | -           | -           | 34     | 12     |
| 1996-1997           | Fano              | C2                | 25         | 1          | CI-C            | 2               | 1               | -                  | -                  | -                  | -           | -           | -           | 27     | 2      |
| 1997-mar. 1998      | Fano              | C2                | 7          | 0          | CI-C            | 1               | 0               | -                  | -                  | -                  | -           | -           | -           | 8      | 0      |
| Totale Fano         | Totale Fano       | Totale Fano       | 32         | 1          |                 | 3               | 1               |                    | -                  | -                  |             | -           | -           | 35     | 2      |
| mar.-giu. 1998      | Catanzaro         | C2                | 8          | 2          | CI-C            | 1               | 0               | -                  | -                  | -                  | -           | -           | -           | 9      | 2      |
| 1998-1999           | Catanzaro         | C2                | 30         | 4          | CI-C            | 4               | 1               | -                  | -                  | -                  | -           | -           | -           | 34     | 5      |
| lug.-ott. 1999      | Catanzaro         | C2                | 2          | 0          | CI-C            | 0               | 0               | -                  | -                  | -                  | -           | -           | -           | 2      | 0      |
| Totale Catanzaro    | Totale Catanzaro  | Totale Catanzaro  | 40         | 6          |                 | 5               | 1               |                    | -                  | -                  |             | -           | -           | 45     | 7      |
| ott. 1999-2000      | Tivoli            | D                 | 21         | 15         | CI-D            | 1               | 1               | -                  | -                  | -                  | -           | -           | -           | 22     | 16     |
| 2000-2001           | San Marino        | C2                | 26         | 4          | CI-C            | 2               | 0               | -                  | -                  | -                  | -           | -           | -           | 28     | 4      |
| lug.-ott. 2001      | San Marino        | C2                | 3          | 0          | CI-C            | 4               | 1               | -                  | -                  | -                  | -           | -           | -           | 7      | 1      |
| Totale San Marino   | Totale San Marino | Totale San Marino | 29         | 4          |                 | 6               | 1               |                    | -                  | -                  |             | -           | -           | 35     | 5      |
| ott. 2001-gen. 2002 | Maceratese        | D                 | 5          | 1          | CI-D            | 4               | 3               | -                  | -                  | -                  | -           | -           | -           | 9      | 4      |
| gen.-giu. 2002      | Grosseto          | D                 | 15         | 2          | -               | -               | -               | -                  | -                  | -                  | -           | -           | -           | 15     | 2      |
| 2002-2003           | Bellaria          | D                 | 30         | 21         | CI-D            | 5               | 2               | -                  | -                  | -                  | -           | -           | -           | 35     | 23     |
| 2003-2004           | SPAL              | C1                | 29         | 13         | CI-C            | 0               | 0               | -                  | -                  | -                  | -           | -           | -           | 29     | 13     |
| 2004-2005           | SPAL              | C1                | 22         | 9          | CI-C            | 5               | 3               | -                  | -                  | -                  | -           | -           | -           | 27     | 12     |
| Totale SPAL         | Totale SPAL       | Totale SPAL       | 51         | 22         |                 | 5               | 3               |                    | -                  | -                  |             | -           | -           | 56     | 25     |
| 2005-2006           | Padova            | C1                | 20         | 2          | CI+CI-C         | 0+3             | 3               | -                  | -                  | -                  | -           | -           | -           | 23     | 5      |
| 2006-2007           | Sassuolo          | C1                | 29+2       | 12+2       | CI+CI-C         | 1+0             | 0               | -                  | -                  | -                  | -           | -           | -           | 32     | 14     |
| 2007-2008           | Sassuolo          | C1                | 24         | 11         | CI-C            | 3               | 1               | -                  | -                  | -                  | SL-C1       | 2           | 1           | 29     | 13     |
| 2008-2009           | Sassuolo          | B                 | 6          | 0          | CI              | 2               | 2               | -                  | -                  | -                  | -           | -           | -           | 8      | 2      |
| Totale Sassuolo     | Totale Sassuolo   | Totale Sassuolo   | 59+2       | 23+2       |                 | 6               | 3               |                    | -                  | -                  |             | 2           | 1           | 69     | 29     |
| 2009-2010           | Verona            | 1D                | 17+1       | 7          | CI+CI-LP        | 3+0             | 2+0             | -                  | -                  | -                  | -           | -           | -           | 21     | 9      |
| 2010-2011           | Verona            | 1D                | 12+2       | 1          | CI+CI-LP        | 0+1             | 0               | -                  | -                  | -                  | -           | -           | -           | 15     | 1      |
| Totale Verona       | Totale Verona     | Totale Verona     | 29+3       | 8          |                 | 4               | 2               |                    | -                  | -                  |             | -           | -           | 36     | 10     |
| 2011-2012           | Fidene            | D                 | 9          | 2          | -               | -               | -               | -                  | -                  | -                  | -           | -           | -           | 9      | 2      |
| 2012-2013           | Fidene            | D                 | 20         | 5          | CI-D            | 3               | 4               | -                  | -                  | -                  | -           | -           | -           | 23     | 9      |
| Totale Fidene       | Totale Fidene     | Totale Fidene     | 29         | 7          |                 | 3               | 4               |                    | -                  | -                  |             | -           | -           | 32     | 11     |
| giu.-ott. 2013      | La Fiorita        | CD                | 2          | 2          | CT              | 0               | 0               | UEL                | 2                  | 0                  | SSM         | 1           | 1           | 5      | 3      |
| ott. 2013-gen. 2014 | Anziolavinio      | D                 | 7          | 1          | -               | -               | -               | -                  | -                  | -                  | -           | -           | -           | 7      | 1      |
| gen.-giu. 2014      | La Fiorita        | CD                | 7+4        | 3+2        | CT              | 5               | 2               | -                  | -                  | -                  | -           | -           | -           | 16     | 7      |
| 2014-2015           | La Fiorita        | CD                | 18+3       | 12+2       | CT              | 8               | 5               | UCL                | 2                  | 0                  | SSM         | 1           | 1           | 32     | 20     |
| 2015-2016           | La Fiorita        | CD                | 18+3       | 13+1       | CT              | 6               | 3               | UEL                | 1                  | 0                  | -           | -           | -           | 28     | 17     |
| 2016-2017           | La Fiorita        | CD                | 15         | 6          | CT              | 3               | 1               | UEL                | 1                  | 0                  | SSM         | 1           | 0           | 20     | 7      |
| 2017-2018           | La Fiorita        | CD                | 10+2       | 2          | CT              | 3               | 3               | UCL                | 0                  | 0                  | SSM         | 0           | 0           | 15     | 5      |
| 2018-2019           | La Fiorita        | -                 | -          | -          | -               | -               | -               | UCL+UEL            | 1+1                | 0                  | -           | -           | -           | 2      | 0      |
| Totale La Fiorita   | Totale La Fiorita | Totale La Fiorita | 70+12      | 38+5       |                 | 25              | 14              |                    | 8                  | 0                  |             | 3           | 2           | 121    | 60     |
| Totale carriera     | Totale carriera   | Totale carriera   | 494+17     | 166+7      |                 | 78              | 45              |                    | 8                  | 0                  |             | 5           | 3           | 602    | 221    |

### Cronologia presenze e reti in nazionale
| Cronologia completa delle presenze e delle reti in nazionale ― San Marino | Cronologia completa delle presenze e delle reti in nazionale ― San Marino | Cronologia completa delle presenze e delle reti in nazionale ― San Marino | Cronologia completa delle presenze e delle reti in nazionale ― San Marino | Cronologia completa delle presenze e delle reti in nazionale ― San Marino | Cronologia completa delle presenze e delle reti in nazionale ― San Marino | Cronologia completa delle presenze e delle reti in nazionale ― San Marino | Cronologia completa delle presenze e delle reti in nazionale ― San Marino |
| Data                                                                      | Città                                                                     | In casa                                                                   | Risultato                                                                 | Ospiti                                                                    | Competizione                                                              | Reti                                                                      | Note                                                                      |
| ------------------------------------------------------------------------- | ------------------------------------------------------------------------- | ------------------------------------------------------------------------- | ------------------------------------------------------------------------- | ------------------------------------------------------------------------- | ------------------------------------------------------------------------- | ------------------------------------------------------------------------- | ------------------------------------------------------------------------- |
| 10-10-1998                                                                | Serravalle                                                                | San Marino                                                                | 0 – 5                                                                     | Israele                                                                   | Qual. Euro 2000                                                           | -                                                                         |                                                                           |
| 14-10-1998                                                                | Serravalle                                                                | San Marino                                                                | 1 – 4                                                                     | Austria                                                                   | Qual. Euro 2000                                                           | 1                                                                         |                                                                           |
| 10-2-1999                                                                 | Limassol                                                                  | Cipro                                                                     | 4 – 0                                                                     | San Marino                                                                | Qual. Euro 2000                                                           | -                                                                         |                                                                           |
| 31-3-1999                                                                 | Serravalle                                                                | San Marino                                                                | 0 – 6                                                                     | Spagna                                                                    | Qual. Euro 2000                                                           | -                                                                         | 51’                                                                       |
| 28-4-1999                                                                 | Graz                                                                      | Austria                                                                   | 7 – 0                                                                     | San Marino                                                                | Qual. Euro 2000                                                           | -                                                                         |                                                                           |
| 8-9-1999                                                                  | Ramat Gan                                                                 | Israele                                                                   | 8 – 0                                                                     | San Marino                                                                | Qual. Euro 2000                                                           | -                                                                         | 34’, 75’                                                                  |
| 26-4-2000                                                                 | Serravalle                                                                | San Marino                                                                | 0 – 1                                                                     | Moldavia                                                                  | Amichevole                                                                | -                                                                         |                                                                           |
| 15-11-2000                                                                | Serravalle                                                                | San Marino                                                                | 0 – 1                                                                     | Lettonia                                                                  | Qual. Mondiali 2002                                                       | -                                                                         |                                                                           |
| 28-2-2001                                                                 | Bruxelles                                                                 | Belgio                                                                    | 10 – 1                                                                    | San Marino                                                                | Qual. Mondiali 2002                                                       | 1                                                                         |                                                                           |
| 28-3-2001                                                                 | Glasgow                                                                   | Scozia                                                                    | 4 – 0                                                                     | San Marino                                                                | Qual. Mondiali 2002                                                       | -                                                                         | 88’                                                                       |
| 25-4-2001                                                                 | Riga                                                                      | Lettonia                                                                  | 1 – 1                                                                     | San Marino                                                                | Qual. Mondiali 2002                                                       | -                                                                         | 82’                                                                       |
| 2-6-2001                                                                  | Varaždin                                                                  | Croazia                                                                   | 4 – 0                                                                     | San Marino                                                                | Qual. Mondiali 2002                                                       | -                                                                         |                                                                           |
| 6-6-2001                                                                  | Serravalle                                                                | San Marino                                                                | 1 – 4                                                                     | Belgio                                                                    | Qual. Mondiali 2002                                                       | 1                                                                         |                                                                           |
| 5-9-2001                                                                  | Serravalle                                                                | San Marino                                                                | 0 – 4                                                                     | Croazia                                                                   | Qual. Mondiali 2002                                                       | -                                                                         | 52’                                                                       |
| 21-5-2002                                                                 | Serravalle                                                                | San Marino                                                                | 0 – 1                                                                     | Estonia                                                                   | Amichevole                                                                | -                                                                         |                                                                           |
| 7-9-2002                                                                  | Serravalle                                                                | San Marino                                                                | 0 – 2                                                                     | Polonia                                                                   | Qual. Euro 2004                                                           | -                                                                         |                                                                           |
| 16-10-2002                                                                | Budapest                                                                  | Ungheria                                                                  | 3 – 0                                                                     | San Marino                                                                | Qual. Euro 2004                                                           | -                                                                         |                                                                           |
| 10-11-2002                                                                | Serravalle                                                                | San Marino                                                                | 0 – 1                                                                     | Lettonia                                                                  | Qual. Euro 2004                                                           | -                                                                         |                                                                           |
| 2-4-2003                                                                  | Ostrowiec Świętokrzyski                                                   | Polonia                                                                   | 5 – 0                                                                     | San Marino                                                                | Qual. Euro 2004                                                           | -                                                                         |                                                                           |
| 30-4-2003                                                                 | Riga                                                                      | Lettonia                                                                  | 3 – 0                                                                     | San Marino                                                                | Qual. Euro 2004                                                           | -                                                                         |                                                                           |
| 7-6-2003                                                                  | Serravalle                                                                | San Marino                                                                | 0 – 6                                                                     | Svezia                                                                    | Qual. Euro 2004                                                           | -                                                                         | 77’                                                                       |
| 11-6-2003                                                                 | Serravalle                                                                | San Marino                                                                | 0 – 5                                                                     | Ungheria                                                                  | Qual. Euro 2004                                                           | -                                                                         | 65’                                                                       |
| 28-4-2004                                                                 | Serravalle                                                                | San Marino                                                                | 1 – 0                                                                     | Liechtenstein                                                             | Amichevole                                                                | 1                                                                         | Cap. 48’                                                                  |
| 17-11-2004                                                                | Serravalle                                                                | San Marino                                                                | 0 – 1                                                                     | Lituania                                                                  | Qual. Mondiali 2006                                                       | -                                                                         | Cap. 56’                                                                  |
| 9-2-2005                                                                  | Almeria                                                                   | Spagna                                                                    | 5 – 0                                                                     | San Marino                                                                | Qual. Mondiali 2006                                                       | -                                                                         | Cap.                                                                      |
| 30-3-2005                                                                 | Serravalle                                                                | San Marino                                                                | 1 – 2                                                                     | Belgio                                                                    | Qual. Mondiali 2006                                                       | 1                                                                         | Cap.                                                                      |
| 4-6-2005                                                                  | Serravalle                                                                | San Marino                                                                | 1 – 3                                                                     | Bosnia ed Erzegovina                                                      | Qual. Mondiali 2006                                                       | 1                                                                         | Cap. 85’                                                                  |
| 7-9-2005                                                                  | Anversa                                                                   | Belgio                                                                    | 8 – 0                                                                     | San Marino                                                                | Qual. Mondiali 2006                                                       | -                                                                         | Cap. 81’                                                                  |
| 8-10-2005                                                                 | Zenica                                                                    | Bosnia ed Erzegovina                                                      | 3 – 0                                                                     | San Marino                                                                | Qual. Mondiali 2006                                                       | -                                                                         | Cap. 27’                                                                  |
| 16-8-2006                                                                 | Serravalle                                                                | San Marino                                                                | 0 – 3                                                                     | Albania                                                                   | Amichevole                                                                | -                                                                         | Cap.                                                                      |
| 6-9-2006                                                                  | Serravalle                                                                | San Marino                                                                | 0 – 13                                                                    | Germania                                                                  | Qual. Euro 2008                                                           | -                                                                         | Cap.                                                                      |
| 7-6-2006                                                                  | Liberec                                                                   | Rep. Ceca                                                                 | 7 – 0                                                                     | San Marino                                                                | Qual. Euro 2008                                                           | -                                                                         | Cap.                                                                      |
| 15-11-2006                                                                | Dublino                                                                   | Irlanda                                                                   | 5 – 0                                                                     | San Marino                                                                | Qual. Euro 2008                                                           | -                                                                         | Cap.                                                                      |
| 7-2-2007                                                                  | Serravalle                                                                | San Marino                                                                | 1 – 2                                                                     | Irlanda                                                                   | Qual. Euro 2008                                                           | -                                                                         | Cap. 35’                                                                  |
| 28-3-2007                                                                 | Cardiff                                                                   | Galles                                                                    | 3 – 0                                                                     | San Marino                                                                | Qual. Euro 2008                                                           | -                                                                         | Cap.                                                                      |
| 22-8-2007                                                                 | Serravalle                                                                | San Marino                                                                | 0 – 1                                                                     | Cipro                                                                     | Qual. Euro 2008                                                           | -                                                                         | Cap.                                                                      |
| 8-9-2007                                                                  | Serravalle                                                                | San Marino                                                                | 0 – 3                                                                     | Rep. Ceca                                                                 | Qual. Euro 2008                                                           | -                                                                         | Cap.                                                                      |
| 12-9-2007                                                                 | Strovolos                                                                 | Cipro                                                                     | 3 – 0                                                                     | San Marino                                                                | Qual. Euro 2008                                                           | -                                                                         | Cap. 35’                                                                  |
| 17-10-2007                                                                | Serravalle                                                                | San Marino                                                                | 1 – 2                                                                     | Galles                                                                    | Qual. Euro 2008                                                           | 1                                                                         | Cap.                                                                      |
| 21-11-2007                                                                | Serravalle                                                                | San Marino                                                                | 0 – 5                                                                     | Slovacchia                                                                | Qual. Euro 2008                                                           | -                                                                         | Cap. 44’ 50’                                                              |
| 10-9-2008                                                                 | Serravalle                                                                | San Marino                                                                | 0 – 2                                                                     | Polonia                                                                   | Qual. Mondiali 2010                                                       | -                                                                         | Cap.                                                                      |
| 11-10-2008                                                                | Serravalle                                                                | San Marino                                                                | 1 – 3                                                                     | Slovacchia                                                                | Qual. Mondiali 2010                                                       | 1                                                                         | Cap.                                                                      |
| 15-10-2008                                                                | Belfast                                                                   | Irlanda del Nord                                                          | 4 – 0                                                                     | San Marino                                                                | Qual. Mondiali 2010                                                       | -                                                                         | Cap. 46’                                                                  |
| 1-4-2009                                                                  | Kielce                                                                    | Polonia                                                                   | 10 – 0                                                                    | San Marino                                                                | Qual. Mondiali 2010                                                       | -                                                                         | 53’ 56’                                                                   |
| 6-6-2009                                                                  | Bratislava                                                                | Slovacchia                                                                | 7 – 0                                                                     | San Marino                                                                | Qual. Mondiali 2010                                                       | -                                                                         | Cap.                                                                      |
| 9-9-2009                                                                  | Uherské Hradiště                                                          | Rep. Ceca                                                                 | 7 – 0                                                                     | San Marino                                                                | Qual. Mondiali 2010                                                       | -                                                                         | Cap.                                                                      |
| 14-10-2009                                                                | Serravalle                                                                | San Marino                                                                | 0 – 3                                                                     | Slovenia                                                                  | Qual. Mondiali 2010                                                       | -                                                                         | Cap. 61’                                                                  |
| 3-9-2010                                                                  | Serravalle                                                                | San Marino                                                                | 0 – 5                                                                     | Paesi Bassi                                                               | Qual. Euro 2012                                                           | -                                                                         | Cap.                                                                      |
| 7-9-2010                                                                  | Malmö                                                                     | Svezia                                                                    | 6 – 0                                                                     | San Marino                                                                | Qual. Euro 2012                                                           | -                                                                         | Cap. 83’                                                                  |
| 17-11-2010                                                                | Helsinki                                                                  | Finlandia                                                                 | 8 – 0                                                                     | San Marino                                                                | Qual. Euro 2012                                                           | -                                                                         | Cap.                                                                      |
| 3-6-2011                                                                  | Serravalle                                                                | San Marino                                                                | 0 – 1                                                                     | Finlandia                                                                 | Qual. Euro 2012                                                           | -                                                                         | Cap.                                                                      |
| 7-6-2011                                                                  | Serravalle                                                                | San Marino                                                                | 0 – 3                                                                     | Ungheria                                                                  | Qual. Euro 2012                                                           | -                                                                         | Cap.                                                                      |
| 10-8-2011                                                                 | Serravalle                                                                | San Marino                                                                | 0 – 1                                                                     | Romania                                                                   | Amichevole                                                                | -                                                                         | Cap.                                                                      |
| 2-9-2011                                                                  | Eindhoven                                                                 | Paesi Bassi                                                               | 11 – 0                                                                    | San Marino                                                                | Qual. Euro 2012                                                           | -                                                                         | Cap.                                                                      |
| 6-9-2011                                                                  | Serravalle                                                                | San Marino                                                                | 0 – 5                                                                     | Svezia                                                                    | Qual. Euro 2012                                                           | -                                                                         | Cap.                                                                      |
| 11-10-2011                                                                | Chișinău                                                                  | Moldavia                                                                  | 4 – 0                                                                     | San Marino                                                                | Qual. Euro 2012                                                           | -                                                                         | Cap.                                                                      |
| 12-10-2012                                                                | Londra                                                                    | Inghilterra                                                               | 5 – 0                                                                     | San Marino                                                                | Qual. Mondiali 2014                                                       | -                                                                         | 79’                                                                       |
| 16-10-2012                                                                | Serravalle                                                                | San Marino                                                                | 0 – 2                                                                     | Moldavia                                                                  | Qual. Mondiali 2014                                                       | -                                                                         | 67’                                                                       |
| 22-3-2013                                                                 | Serravalle                                                                | San Marino                                                                | 0 – 8                                                                     | Inghilterra                                                               | Qual. Mondiali 2014                                                       | -                                                                         | Cap. 75’                                                                  |
| 26-3-2013                                                                 | Varsavia                                                                  | Polonia                                                                   | 5 – 0                                                                     | San Marino                                                                | Qual. Mondiali 2014                                                       | -                                                                         | Cap.                                                                      |
| 31-5-2013                                                                 | Bologna                                                                   | Italia                                                                    | 4 – 0                                                                     | San Marino                                                                | Amichevole                                                                | -                                                                         | Cap.                                                                      |
| 6-9-2013                                                                  | Leopoli                                                                   | Ucraina                                                                   | 9 – 0                                                                     | San Marino                                                                | Qual. Mondiali 2014                                                       | -                                                                         | Cap.                                                                      |
| 10-9-2013                                                                 | Serravalle                                                                | San Marino                                                                | 1 – 5                                                                     | Polonia                                                                   | Qual. Mondiali 2014                                                       | -                                                                         | Cap.                                                                      |
| 8-6-2014                                                                  | Serravalle                                                                | San Marino                                                                | 0 – 3                                                                     | Albania                                                                   | Amichevole                                                                | -                                                                         | Cap. 78’                                                                  |
| 8-9-2014                                                                  | Serravalle                                                                | San Marino                                                                | 0 – 2                                                                     | Lituania                                                                  | Qual. Euro 2016                                                           | -                                                                         | Cap.                                                                      |
| 9-10-2014                                                                 | Londra                                                                    | Inghilterra                                                               | 5 – 0                                                                     | San Marino                                                                | Qual. Euro 2016                                                           | -                                                                         | Cap. 43’ 87’                                                              |
| 15-11-2014                                                                | Serravalle                                                                | San Marino                                                                | 0 – 0                                                                     | Estonia                                                                   | Qual. Euro 2016                                                           | -                                                                         | Cap. 83’                                                                  |
| 27-3-2015                                                                 | Lubiana                                                                   | Slovenia                                                                  | 6 – 0                                                                     | San Marino                                                                | Qual. Euro 2016                                                           | -                                                                         | Cap.                                                                      |
| 31-3-2015                                                                 | Eschen                                                                    | Liechtenstein                                                             | 1 – 0                                                                     | San Marino                                                                | Amichevole                                                                | -                                                                         | Cap. 58’                                                                  |
| 5-9-2015                                                                  | Serravalle                                                                | San Marino                                                                | 0 – 6                                                                     | Inghilterra                                                               | Qual. Euro 2016                                                           | -                                                                         | Cap. 75’                                                                  |
| 8-9-2015                                                                  | Vilnius                                                                   | Lituania                                                                  | 2 – 1                                                                     | San Marino                                                                | Qual. Euro 2016                                                           | -                                                                         | 80’                                                                       |
| 12-10-2015                                                                | Serravalle                                                                | San Marino                                                                | 0 – 2                                                                     | Slovenia                                                                  | Qual. Euro 2016                                                           | -                                                                         | Cap. 71’                                                                  |
| 11-10-2016                                                                | Oslo                                                                      | Norvegia                                                                  | 4 – 1                                                                     | San Marino                                                                | Qual. Mondiali 2018                                                       | -                                                                         | 82’                                                                       |
| Totale                                                                    |                                                                           | Presenze (3º posto)                                                       | 73                                                                        |                                                                           | Reti (1º posto)                                                           | 8                                                                         |                                                                           |

### Statistiche da allenatore
Statistiche aggiornate al 13 maggio 2025. In grassetto le competizioni vinte.
| Stagione          | Squadra           | Campionato        | Campionato | Campionato | Campionato | Campionato | Coppe nazionali | Coppe nazionali | Coppe nazionali | Coppe nazionali | Coppe nazionali | Coppe continentali | Coppe continentali | Coppe continentali | Coppe continentali | Coppe continentali | Altre coppe | Altre coppe | Altre coppe | Altre coppe | Altre coppe | Totale | Totale | Totale | Totale | % Vittorie | Piazzamento |
| Stagione          | Squadra           | Comp              | G          | V          | N          | P          | Comp            | G               | V               | N               | P               | Comp               | G                  | V                  | N                  | P                  | Comp        | G           | V           | N           | P           | G      | V      | N      | P      | %          | Piazzamento |
| ----------------- | ----------------- | ----------------- | ---------- | ---------- | ---------- | ---------- | --------------- | --------------- | --------------- | --------------- | --------------- | ------------------ | ------------------ | ------------------ | ------------------ | ------------------ | ----------- | ----------- | ----------- | ----------- | ----------- | ------ | ------ | ------ | ------ | ---------- | ----------- |
| feb.-mag. 2020    | Pennarossa        | CS                | 2          | 2          | 0          | 0          | CT              | -               | -               | -               | -               | -                  | -                  | -                  | -                  | -                  | -           | -           | -           | -           | -           | 2      | 2      | 0      | 0      | 100,00&    | Sub. 2°     |
| 2020-2021         | Pennarossa        | CS                | 14+2       | 6          | 3+1        | 5+1        | CT              | 2               | 1               | 0               | 1               | -                  | -                  | -                  | -                  | -                  | -           | -           | -           | -           | -           | 18     | 7      | 4      | 7      | 38,89      | 6°          |
| 2021-2022         | Pennarossa        | CS                | 28+6       | 12+3       | 11+2       | 5+1        | CT              | 4               | 2               | 0               | 2               | -                  | -                  | -                  | -                  | -                  | -           | -           | -           | -           | -           | 38     | 17     | 13     | 8      | 44,74      | 5°          |
| Totale Pennarossa | Totale Pennarossa | Totale Pennarossa | 52         | 23         | 17         | 12         |                 | 6               | 3               | 0               | 3               |                    | -                  | -                  | -                  | -                  |             | -           | -           | -           | -           | 58     | 26     | 17     | 15     | 44,83      |             |
| 2022-2023         | Tre Fiori         | CS                | 28         | 17         | 5          | 6          | CT              | 2               | 1               | 0               | 1               | UECL               | 4                  | 2                  | 1                  | 1                  | SS          | 1           | 1           | 0           | 0           | 35     | 21     | 6      | 8      | 60,00      | 5º          |
| gen.-giu. 2025    | Cosmos            | CS                | 15+4       | 6+1        | 5+3        | 4          | CT              | -               | -               | -               | -               | -                  | -                  | -                  | -                  | -                  | -           | -           | -           | -           | -           | 19     | 7      | 8      | 4      | 36,84      | Sub.        |
| Totale carriera   | Totale carriera   | Totale carriera   | 99         | 47         | 30         | 22         |                 | 8               | 4               | 0               | 4               |                    | 4                  | 2                  | 1                  | 1                  |             | 1           | 1           | 0           | 0           | 112    | 54     | 31     | 27     | 48,21      |             |

#### Nazionale sammarinese Under-17
Statistiche aggiornate al 30 ottobre 2018.
| Stagione               | Squadra                | Competizione           | Piazzamento                       | Andamento | Andamento | Andamento | Andamento | Andamento  | Reti | Reti | Reti |
| Stagione               | Squadra                | Competizione           | Piazzamento                       | Giocate   | Vittorie  | Pareggi   | Sconfitte | % Vittorie | GF   | GS   | DR   |
| ---------------------- | ---------------------- | ---------------------- | --------------------------------- | --------- | --------- | --------- | --------- | ---------- | ---- | ---- | ---- |
| 2018                   | San Marino U-17        | Qual. Euro U-17 2019   | 4º nel Gruppo 10, non qualificato | 3         | 0         | 0         | 3         | &0,00      | 0    | 20   | -20  |
| Totale San Marino U-17 | Totale San Marino U-17 | Totale San Marino U-17 | Totale San Marino U-17            | 3         | 0         | 0         | 3         | 0,00       | 0    | 20   | -20  |

#### Panchine da commissario tecnico della nazionale sammarinese Under-17
| Cronologia completa delle presenze e delle reti in nazionale ― San Marino under 17 | Cronologia completa delle presenze e delle reti in nazionale ― San Marino under 17 | Cronologia completa delle presenze e delle reti in nazionale ― San Marino under 17 | Cronologia completa delle presenze e delle reti in nazionale ― San Marino under 17 | Cronologia completa delle presenze e delle reti in nazionale ― San Marino under 17 | Cronologia completa delle presenze e delle reti in nazionale ― San Marino under 17 | Cronologia completa delle presenze e delle reti in nazionale ― San Marino under 17 | Cronologia completa delle presenze e delle reti in nazionale ― San Marino under 17 |
| Data                                                                               | Città                                                                              | In casa                                                                            | Risultato                                                                          | Ospiti                                                                             | Competizione                                                                       | Reti                                                                               | Note                                                                               |
| ---------------------------------------------------------------------------------- | ---------------------------------------------------------------------------------- | ---------------------------------------------------------------------------------- | ---------------------------------------------------------------------------------- | ---------------------------------------------------------------------------------- | ---------------------------------------------------------------------------------- | ---------------------------------------------------------------------------------- | ---------------------------------------------------------------------------------- |
| 25-10-2018                                                                         | Manavgat                                                                           | Turchia under 17                                                                   | 6 – 0                                                                              | San Marino under 17                                                                | Qual. Europeo Under-17 2019                                                        | -                                                                                  | Cap: A. Tomassini                                                                  |
| 27-10-2018                                                                         | Manavgat                                                                           | Slovacchia under 17                                                                | 8 – 0                                                                              | San Marino under 17                                                                | Qual. Europeo Under-17 2019                                                        | -                                                                                  | Cap: F. Fabbri                                                                     |
| 30-10-2018                                                                         | Manavgat                                                                           | San Marino under 17                                                                | 0 – 6                                                                              | Irlanda del Nord under 17                                                          | Qual. Europeo Under-17 2019                                                        | -                                                                                  | Cap: F. Fabbri                                                                     |
| Totale                                                                             |                                                                                    | Presenze                                                                           | 3                                                                                  |                                                                                    | Reti                                                                               | 0                                                                                  |                                                                                    |

## Palmarès

### Giocatore

#### Competizioni nazionali
- Campionato italiano Serie C1: 1

Sassuolo: 2007-2008 (girone A)
- Supercoppa di Lega di Serie C1: 1

Sassuolo: 2008
- Campionato sammarinese: 2

La Fiorita: 2013-2014, 2016-2017
- Coppa Titano: 2

La Fiorita: 2015-2016, 2017-2018

#### Individuale
- Capocannoniere della Serie D: 1

2002-2003 (girone D, 21 gol)

### Allenatore

#### Competizioni nazionali
- Supercoppa di San Marino: 1

Tre Fiori: 2022